# جايسون دونز
جايسون دونز (بالإنجليزية: Jason Downs)‏ هو مغني أمريكي، ولد في 8 سبتمبر 1973 في كولومبيا في الولايات المتحدة.

## وصلات خارجية
- جايسون دونز على موقع IMDb (الإنجليزية)
- جايسون دونز على موقع ميوزك برينز (الإنجليزية)
- جايسون دونز على موقع أول ميوزيك (الإنجليزية)
- جايسون دونز على موقع ديسكوغز (الإنجليزية)
- جايسون دونز على موقع قاعدة بيانات الفيلم (الإنجليزية)